# Yosuke Kashiwagi
Yosuke Kashiwagi (Prefectura de Hyogo, Japó, 15 de desembre de 1987) és un futbolista japonès.

## Selecció japonesa
Yosuke Kashiwagi va disputar 4 partits amb la selecció japonesa.